# Fondeados
Fondeados es una película de comedia mexicana de 2021 dirigida y escrita por Marcos Bucay y protagonizada por Aldo Escalante, Ricardo Polanco y Natalia Téllez.

## Elenco
- Aldo Escalante como Polo Ríos
- Ricardo Polanco como Blas Solano
- Natalia Téllez como Natalia
- Fabrizio Santini como Aderales
- Seo Ju Park como Mayte
- María Chacón como Sandra
- Giuseppe Gamba como Cano
- Sebastián Zurita como Gus
- Benshorts
- María José Bernal
- Johana Fragoso Blendl
- Germán Bracco

## Lanzamiento
La película se lanzó a nivel mundial a través de Netflix el 23 de julio de 2021.